# Gitana dominica
Gitana dominica is een vlokreeftensoort uit de familie van de Amphilochidae. De wetenschappelijke naam van de soort is voor het eerst geldig gepubliceerd in 1990 door Thomas & Barnard.